# Ixora
Ixora ist die einzige Gattung der Tribus Ixoreae innerhalb der Pflanzenfamilie der Rötegewächse (Rubiaceae). Die 500 bis 560 Arten sind hauptsächlich in tropischen Gebieten in Afrika, Madagaskar, Asien, auf pazifischen Inseln und in der Neotropis verbreitet.

## Beschreibung

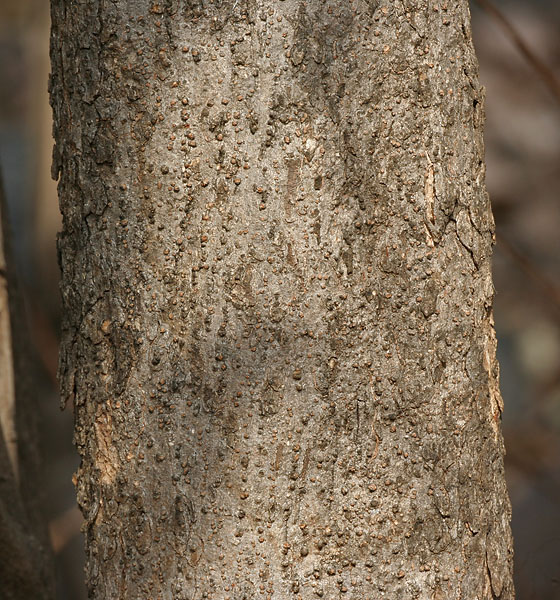
Stamm mit Borke von Ixora pavetta

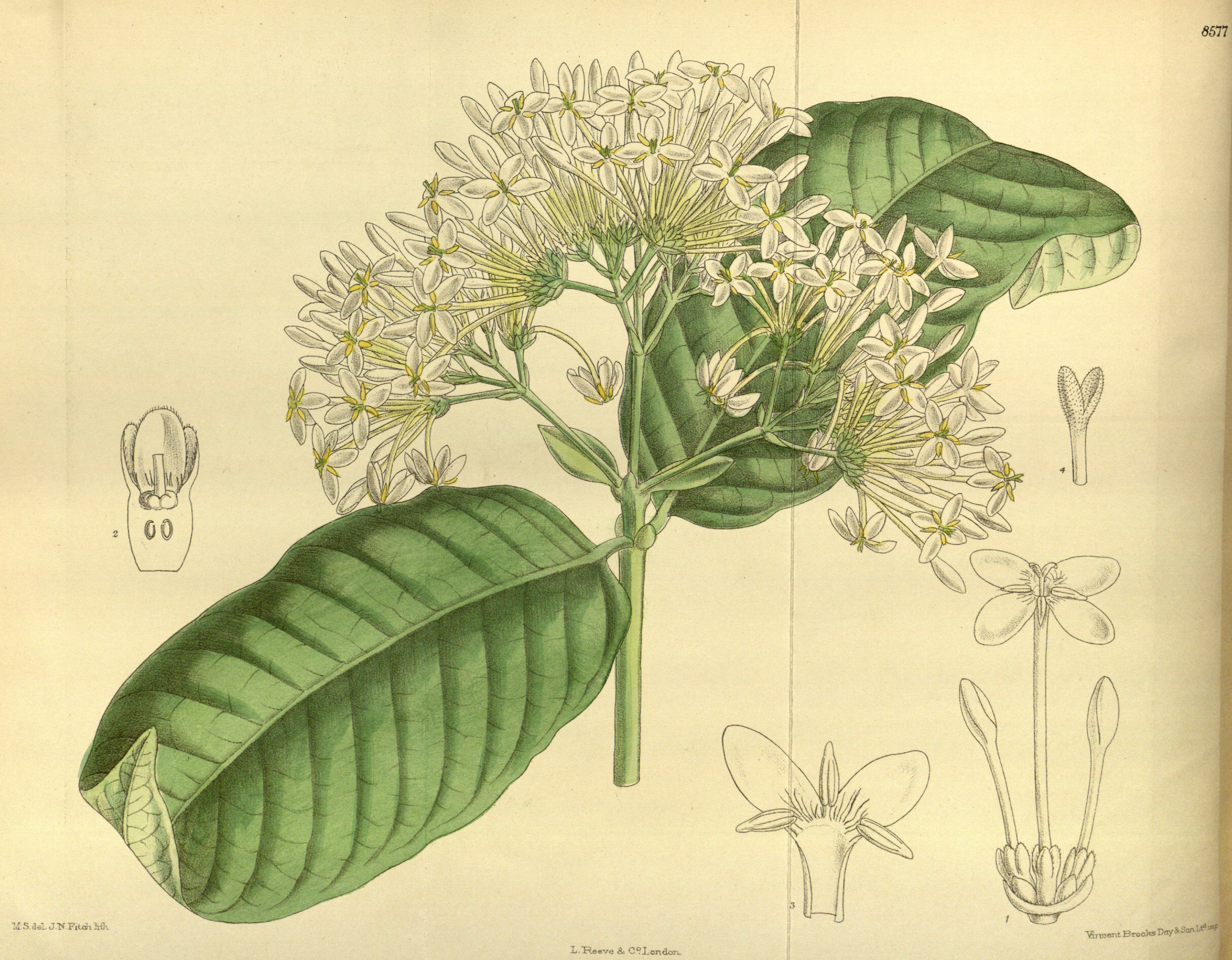
Illustration von Ixora umbellata

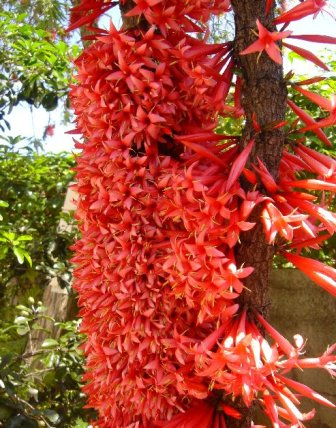
Kauliflore Blüten von Ixora margaretae

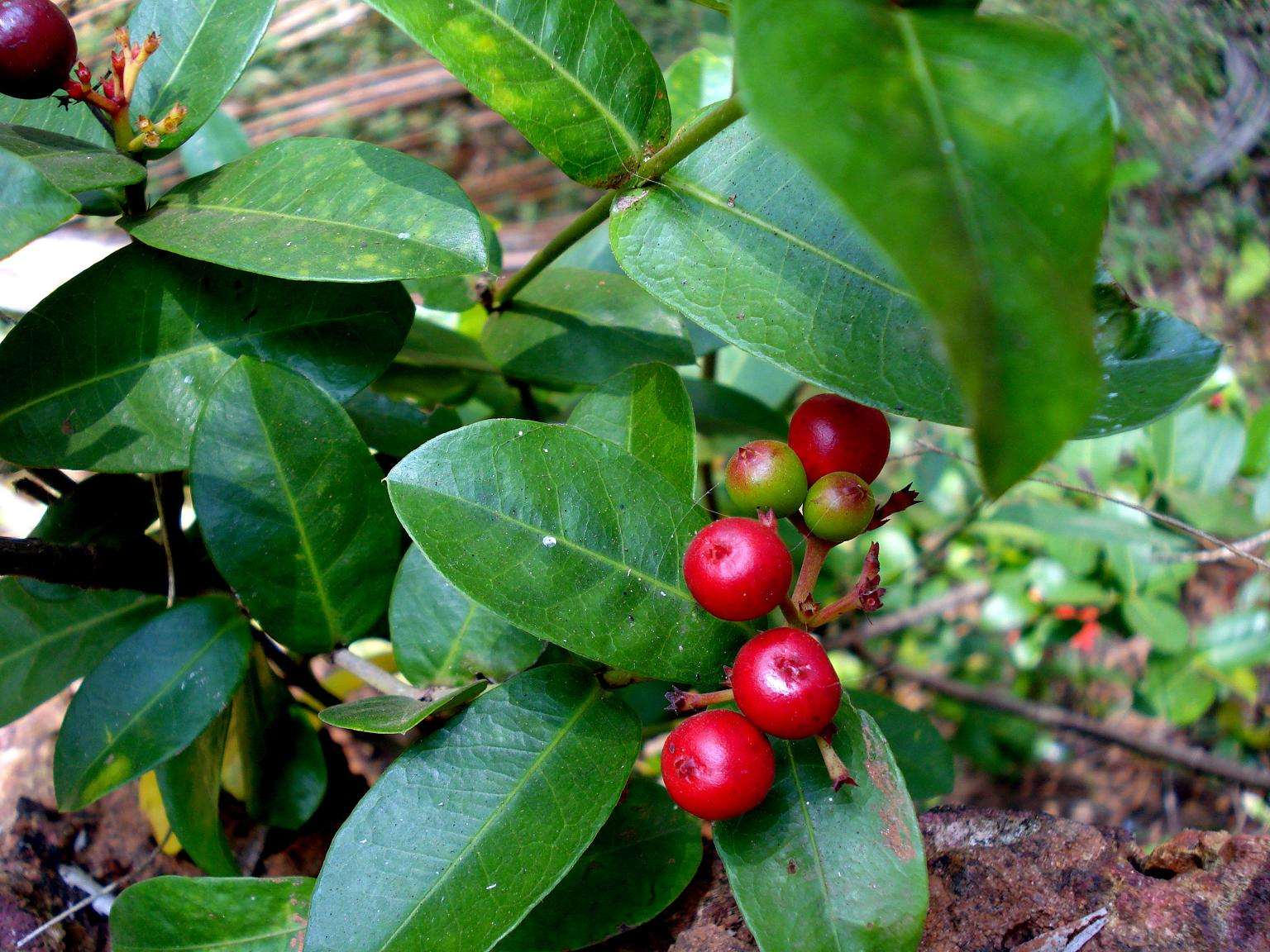
Reife Früchte von Ixora coccinea

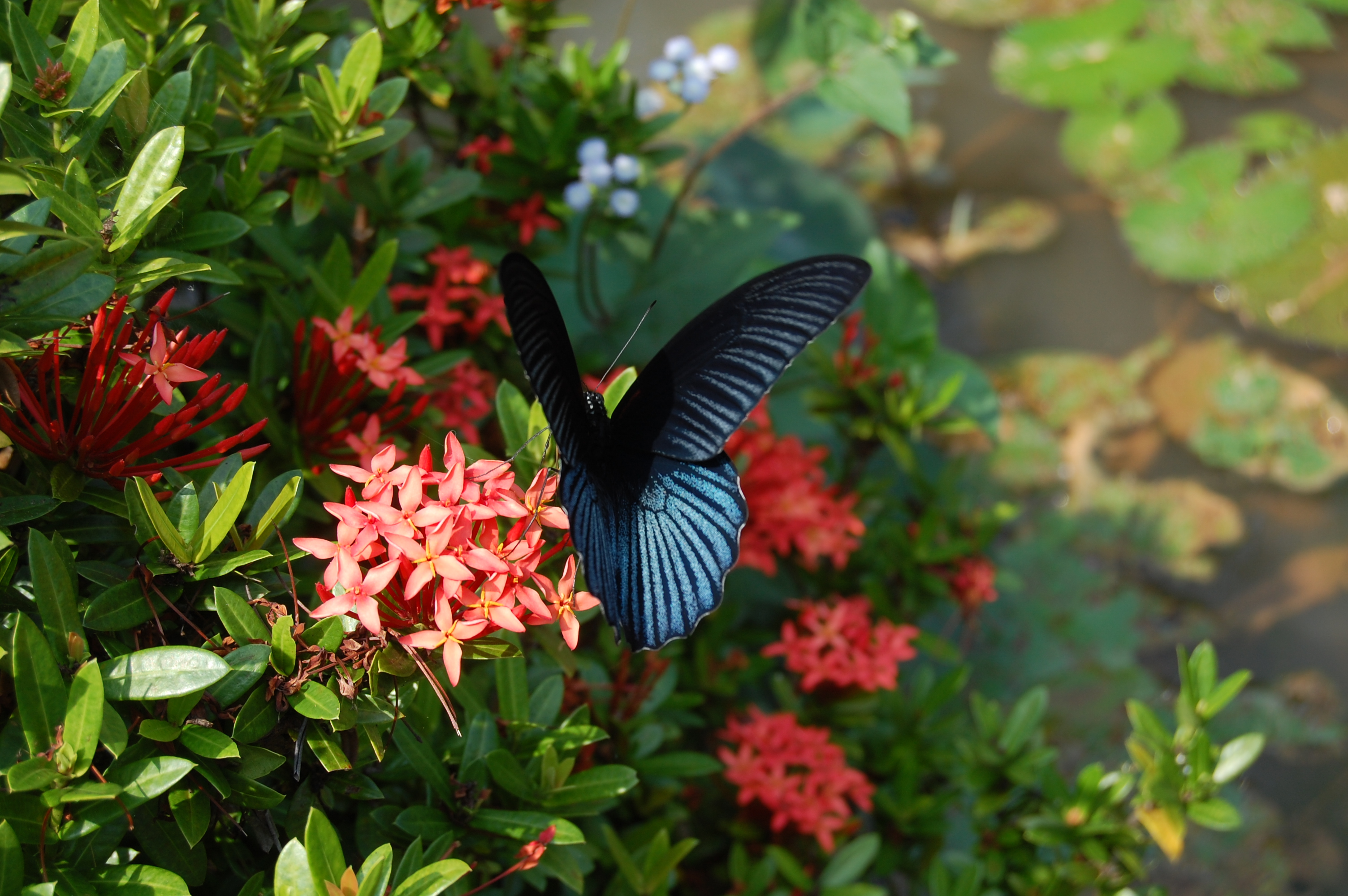
Schmetterling auf Blütenstand von Ixora casei

### Erscheinungsbild und Blätter
Ixora-Arten sind immergrüne, verholzende Pflanzen, die als Sträucher oder kleine Bäume wachsen. Die unbewehrten Sprossachsen sind meist selbständig aufrecht und nur selten kletternd (Ixora hekouensis).
Die meist gegenständig oder selten zu dritt in Wirteln angeordneten Laubblätter sind in Blattstiel und Blattspreite gegliedert. Sie besitzen keine Domatien. Die Basis der Blattstiele ist gegliedert. Die einfachen Blattspreiten sind glänzend, kahl und oft ledrig. Die haltbaren bis früh abfallenden Nebenblätter sind dreieckig mit spitzem oder begranntem oberen Ende und sie können um die Sprossachse herum kurz verwachsen sein.

### Blütenstände und Blüten
Am Hauptstamm werden endständig oder manchmal an reduzierten, unbeblätterten Seitenzweigen scheinbar seitenständig zymöse oder schirmrispige Blütenstände gebildet, die wenige bis viele Blüten enthalten. Es können Blütenstandsschäfte vorhanden sein. Die Blütenstandsachsen sind oft gegliedert. Bei manchen Arten liegt Kauliflorie vor (beispielsweise Ixora cauliflora, Ixora margaretae). Die Trag- und Deckblätter sind reduziert; wenn Deckblätter vorhanden sind, dann sind sie oft paarweise verwachsen. Es können Blütenstiele vorhanden sein.
Die oft duftenden, zwittrigen Blüten sind zygomorph und meist vier-, selten fünfzählig mit doppelter Blütenhülle. Die meist vier, selten fünf Kelchblätter sind verwachsen und der Kelch endet gestutzt oder mit erkennbaren Kelchzähnen. Die Kronblätter sind oft weiß bis weißlich, gelb bis orangefarben und rot bis rosafarben, oft verfärben sie sich beim Trocknen rötlich. Die meist vier, selten fünf bis zu neun Kronblätter sind stieltellerförmig verwachsen; wobei die lange, schlanke Kronröhre innen kahl oder am Schlund flaumig behaart ist. Die Kronzipfel sind in der Blütenknospe convolut überlappend und während der Anthese ausgebreitet. Es sind meist vier, selten fünf Staubblätter vorhanden; sie sind etwa gleich lang wie die Krone oder sie überragen sie. Die kurzen oder reduzierten Staubfäden sind am Schlund der Krone inseriert. Der Diskus ist dick oder verdickt. Der zweikammerige Fruchtknoten enthält in jeder Kammer nur eine hängende Samenanlage. Der fadenförmige Griffel ist im oberen Bereich spindel- bis keulenförmig und endet meist in zwei linealischen, zurückgekrümmten Narben, die die Krone (etwas) überragen.

### Früchte und Samen
Die fast kugeligen bis ellipsoiden oder eiförmigen Steinfrüchte sind von den haltbaren Kelchblättern umhüllt und sind ledrig oder fleischig. Die bei Reife schwarzen oder roten Steinfrüchte enthalten meist je zwei Steinkerne mit je einem Samen. Die Steinkerne sind plano-konvex oder konkavo-konkav und besitzen eine ledrige oder pergamentartige Schale. Die Samen sind von mittlerer Größe, ellipsoid bis verkehrt-lanzettlich mit häutiger Samenschale und knorpeligem Endosperm.

### Chromosomensätze
Die Chromosomengrundzahl beträgt x = 11, bei den untersuchten Arten liegt Diploidie vor, also 2n = 22.

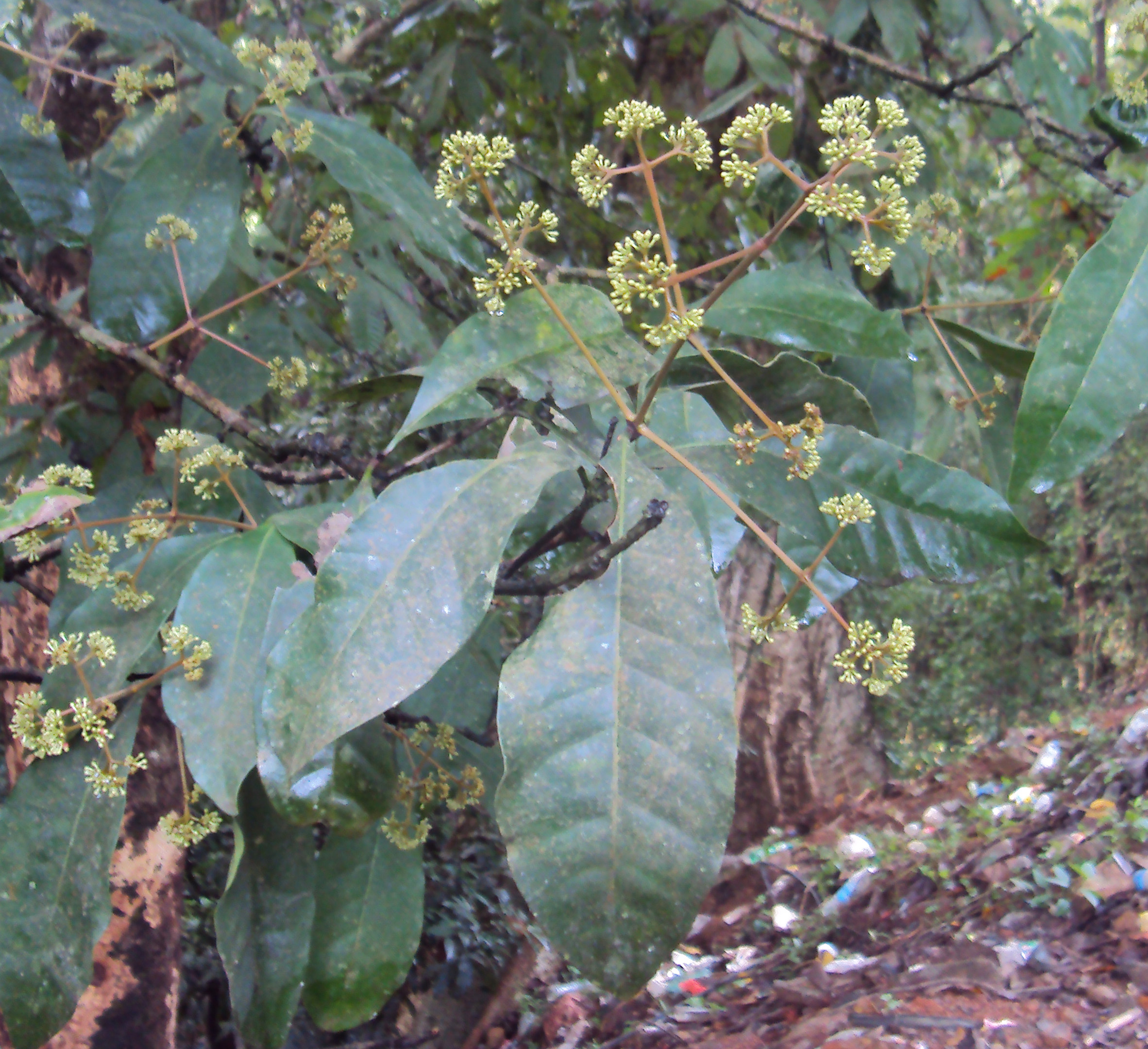
Habitus, Laubblätter und Blütenstände von Ixora brachiata

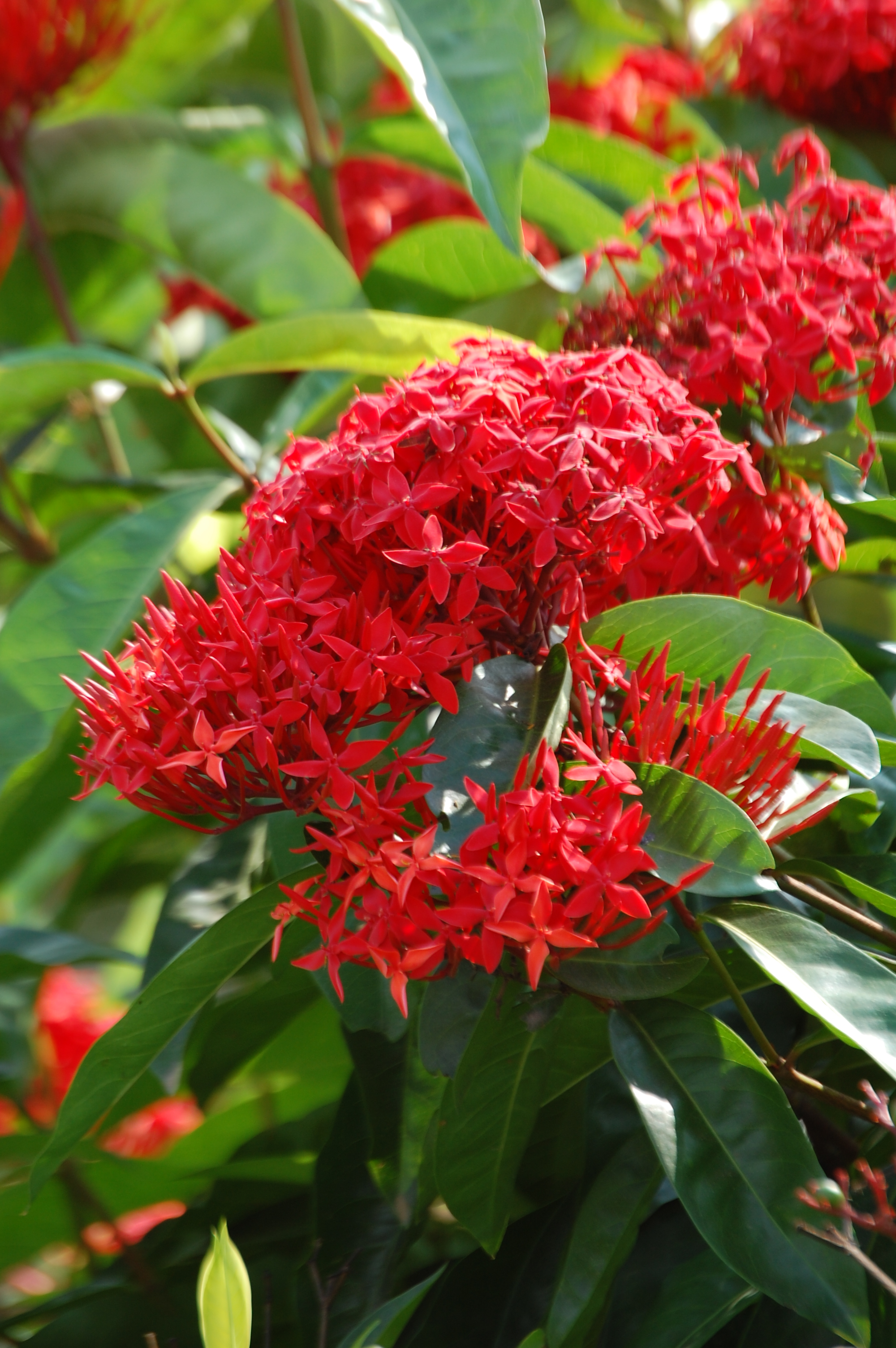
Laubblätter und Blütenstände von Ixora casei

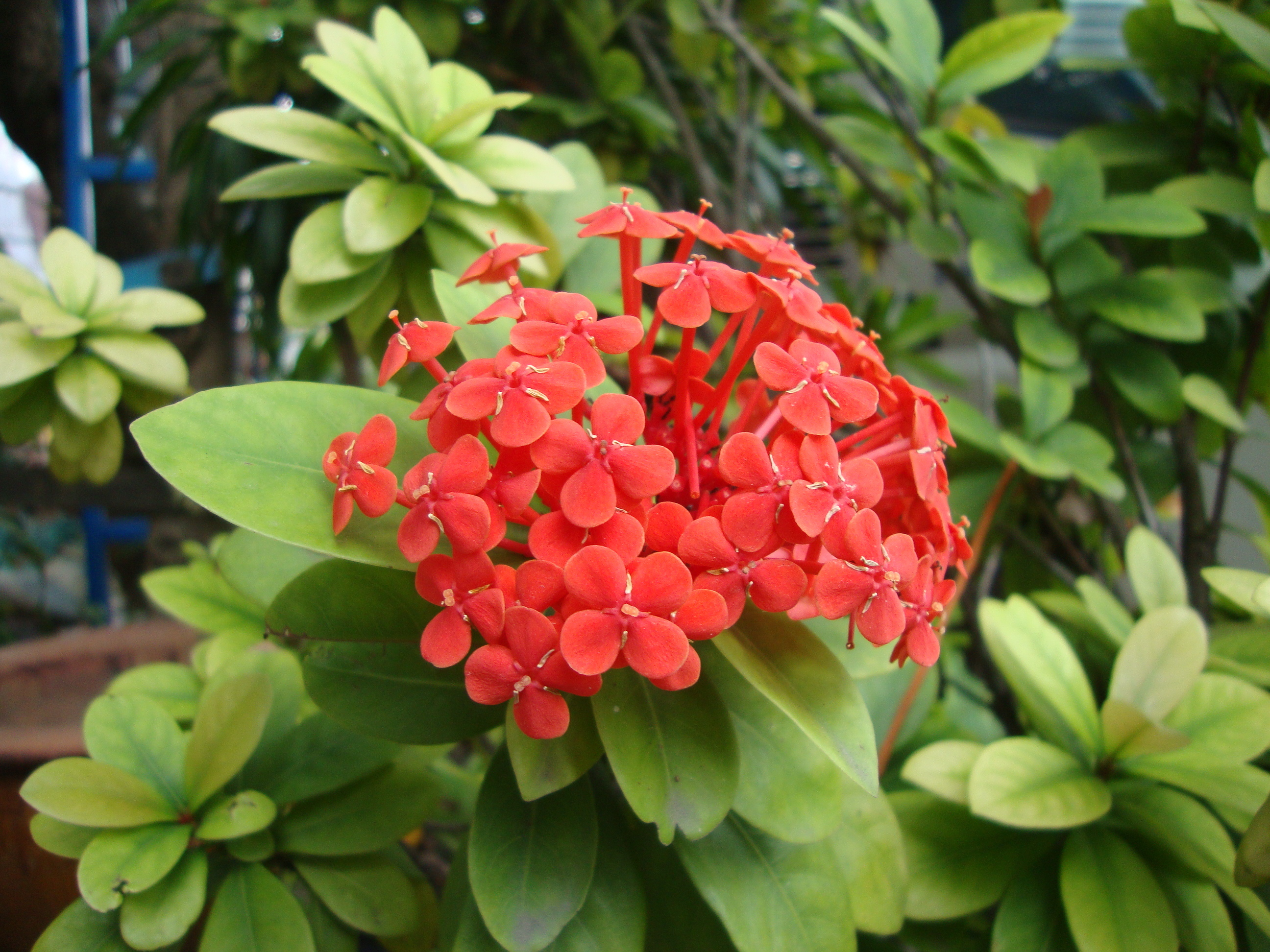
Ixora chinensis

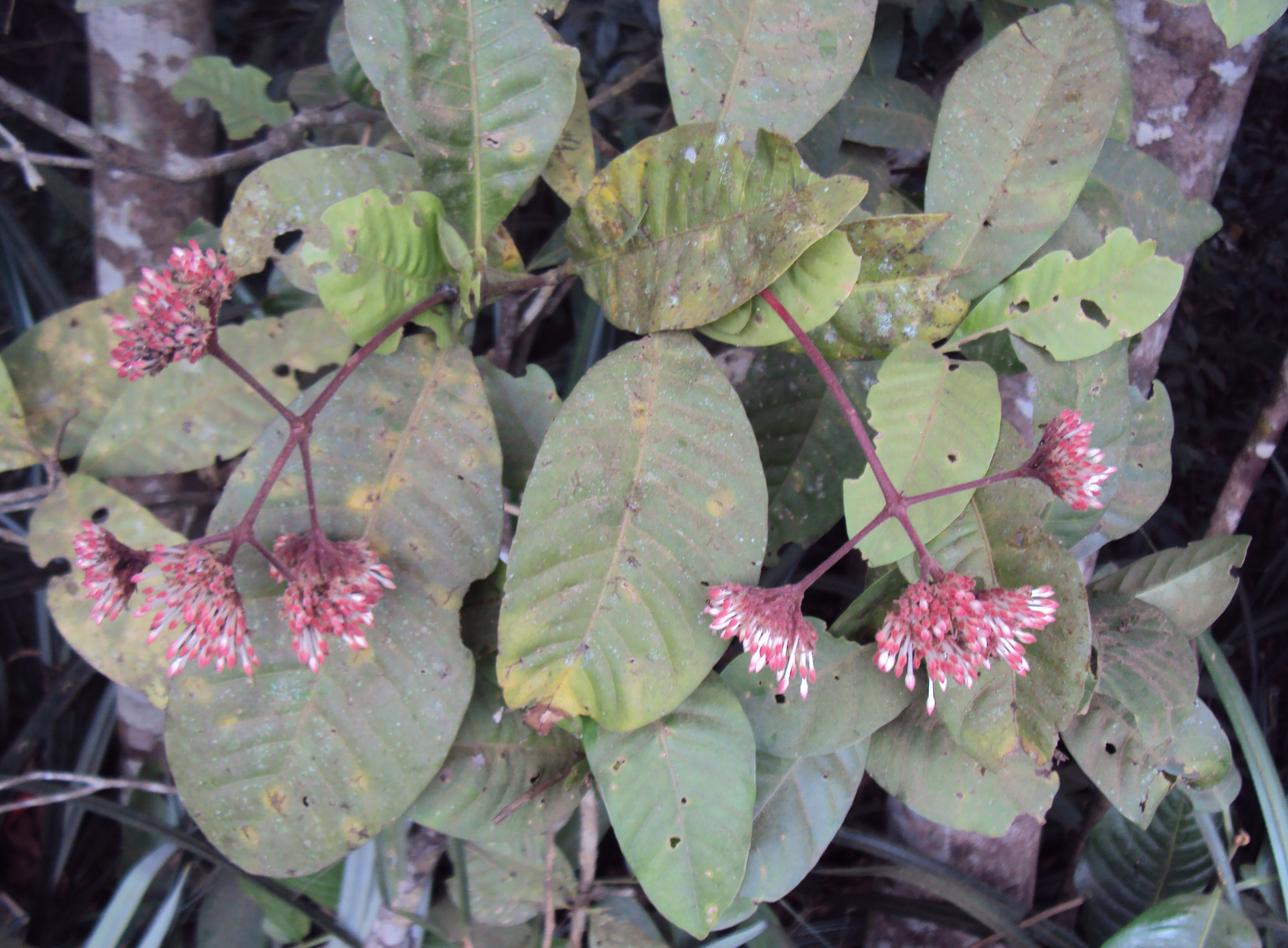
Laubblätter und Blütenstände von Ixora elongata

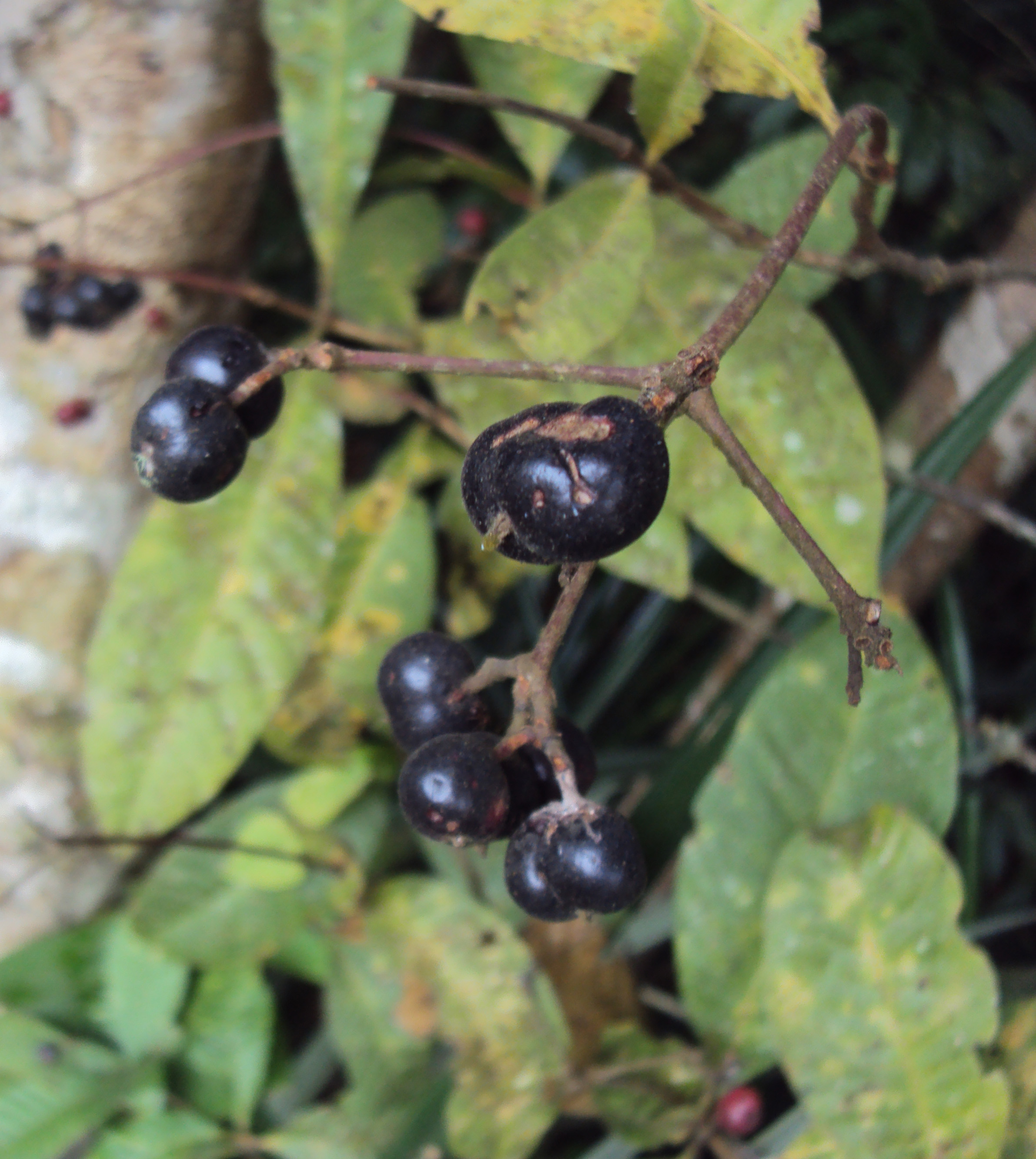
Reife Früchte von Ixora elongata

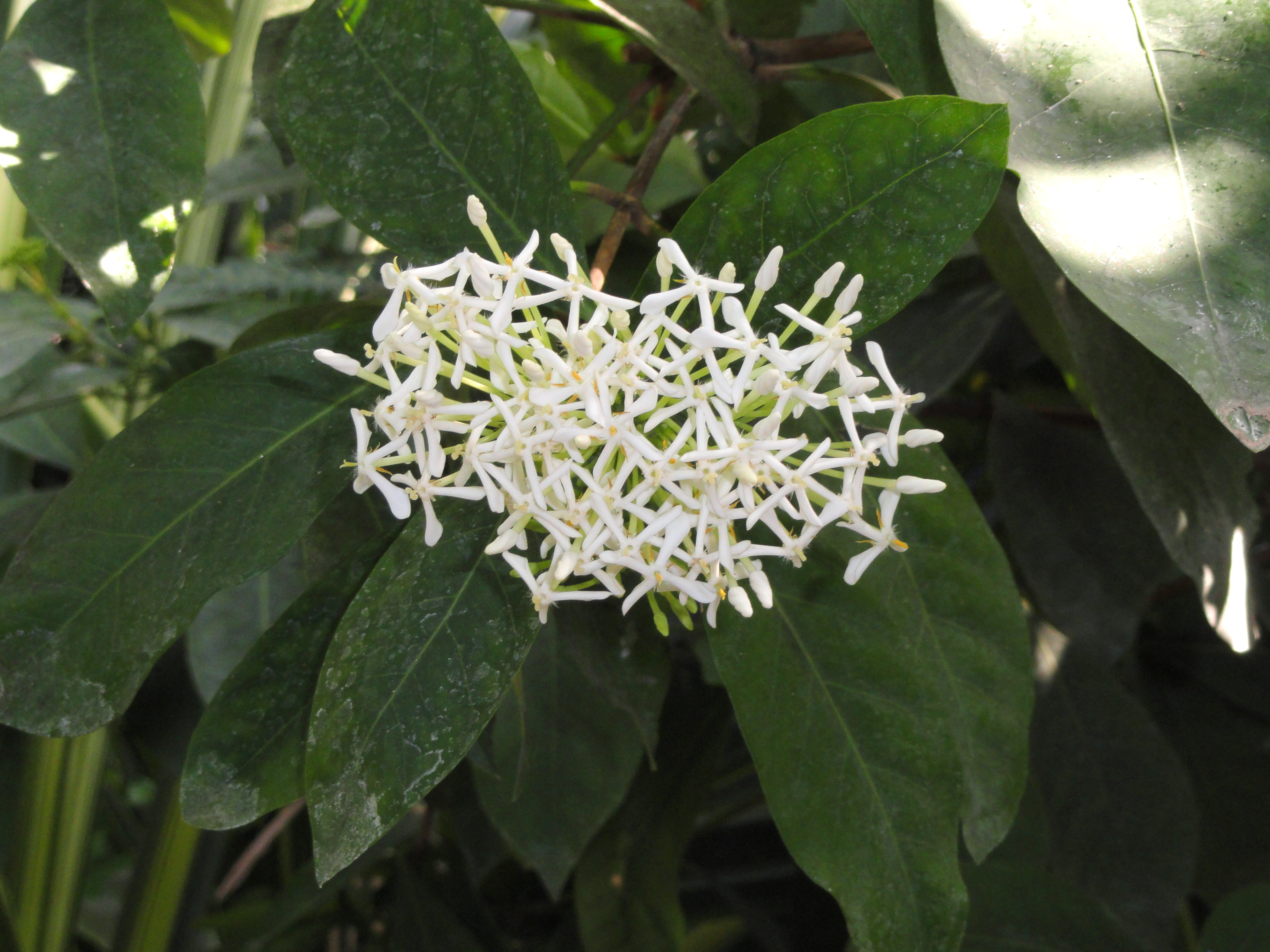
Laubblätter und Blütenstand von Ixora finlaysoniana

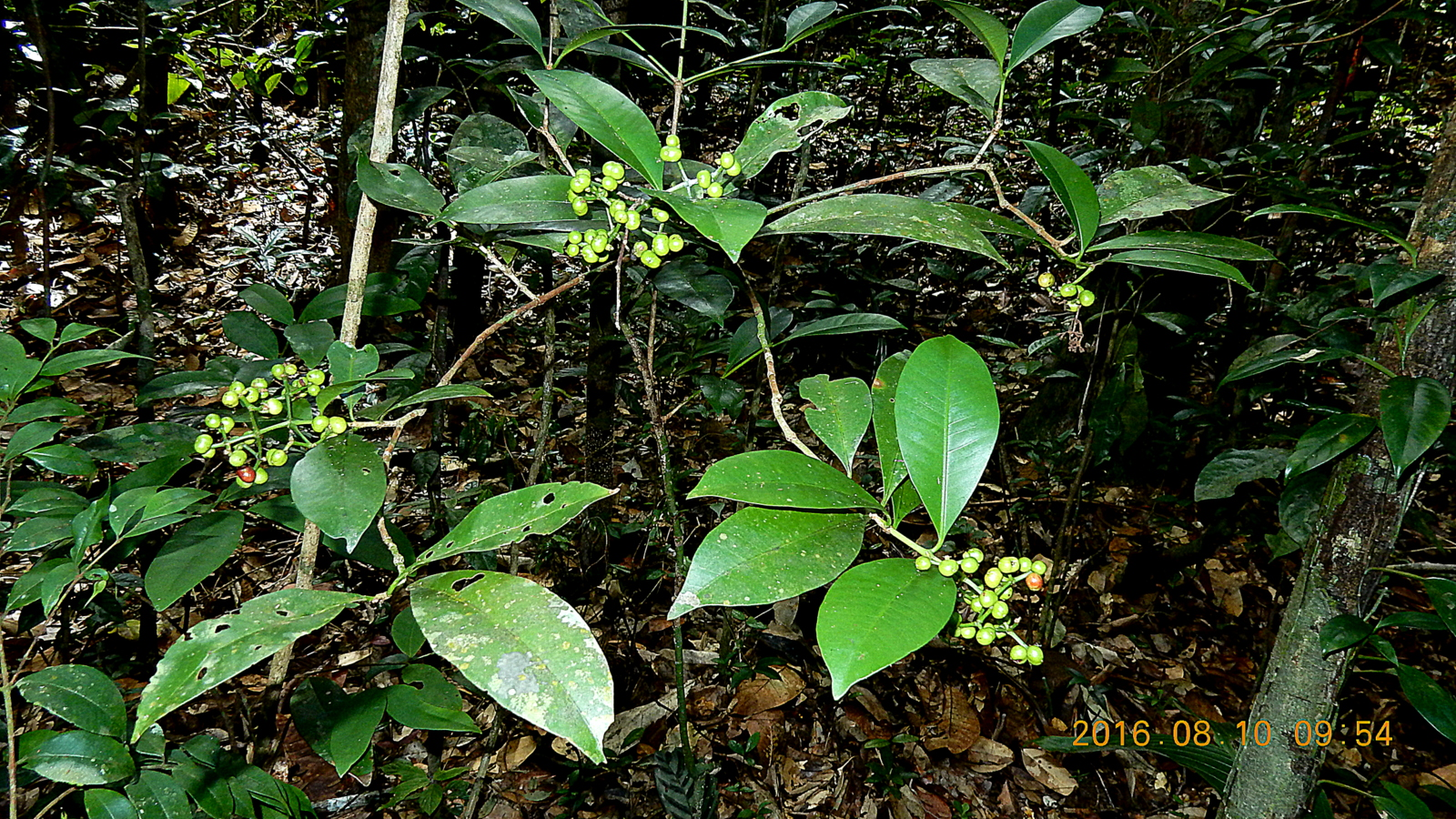
Ixora grandifolia

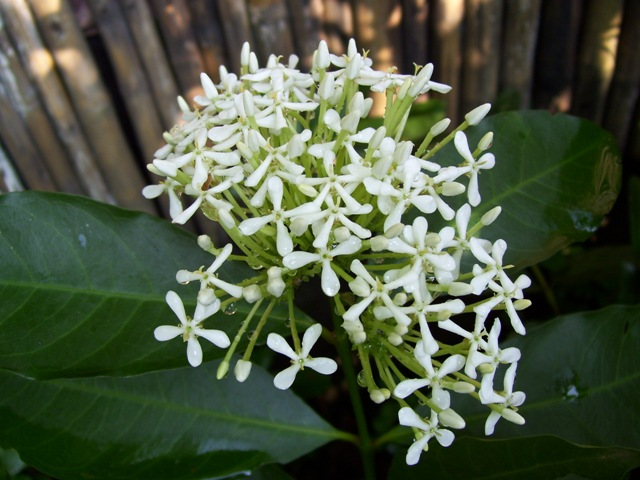
Blütenstand von Ixora javanica

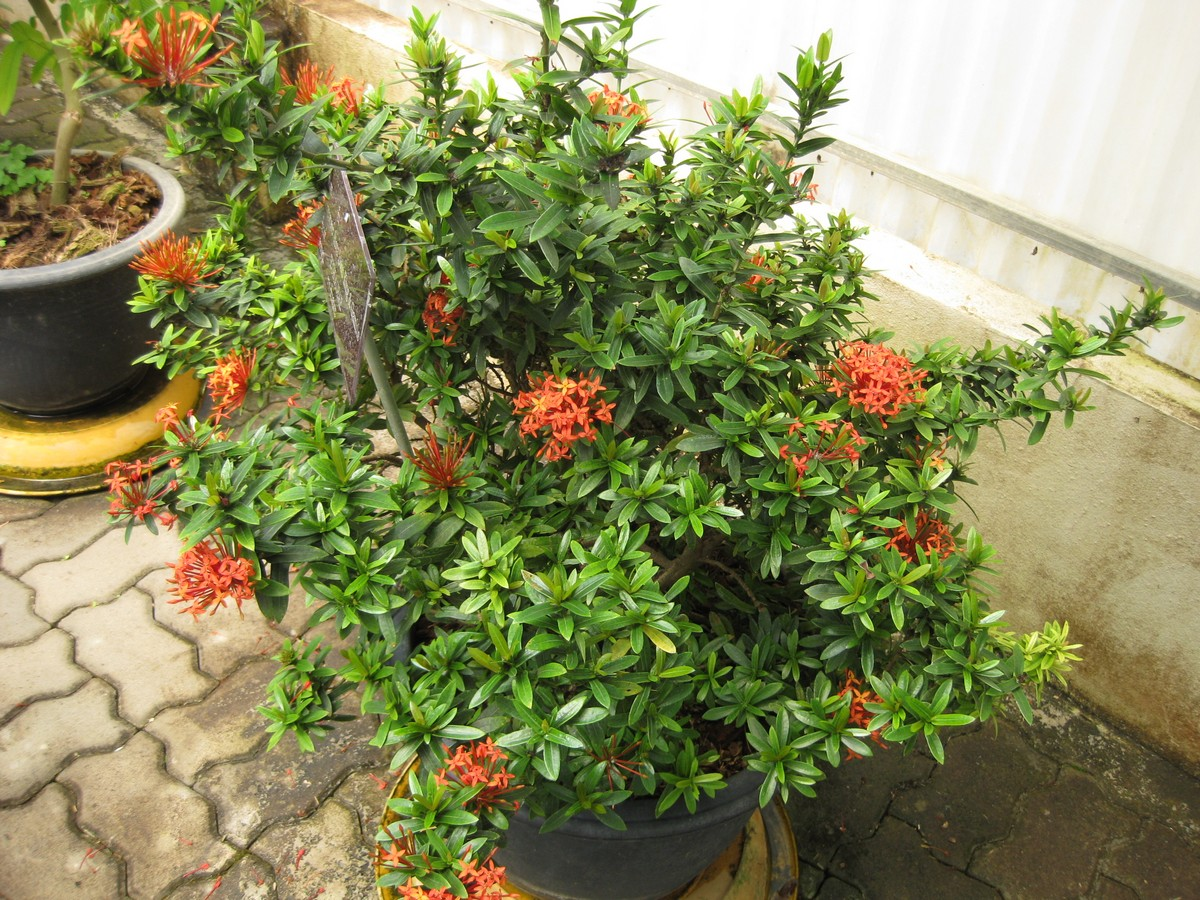
Habitus, Laubblätter und Blütenstände von Ixora lobbii

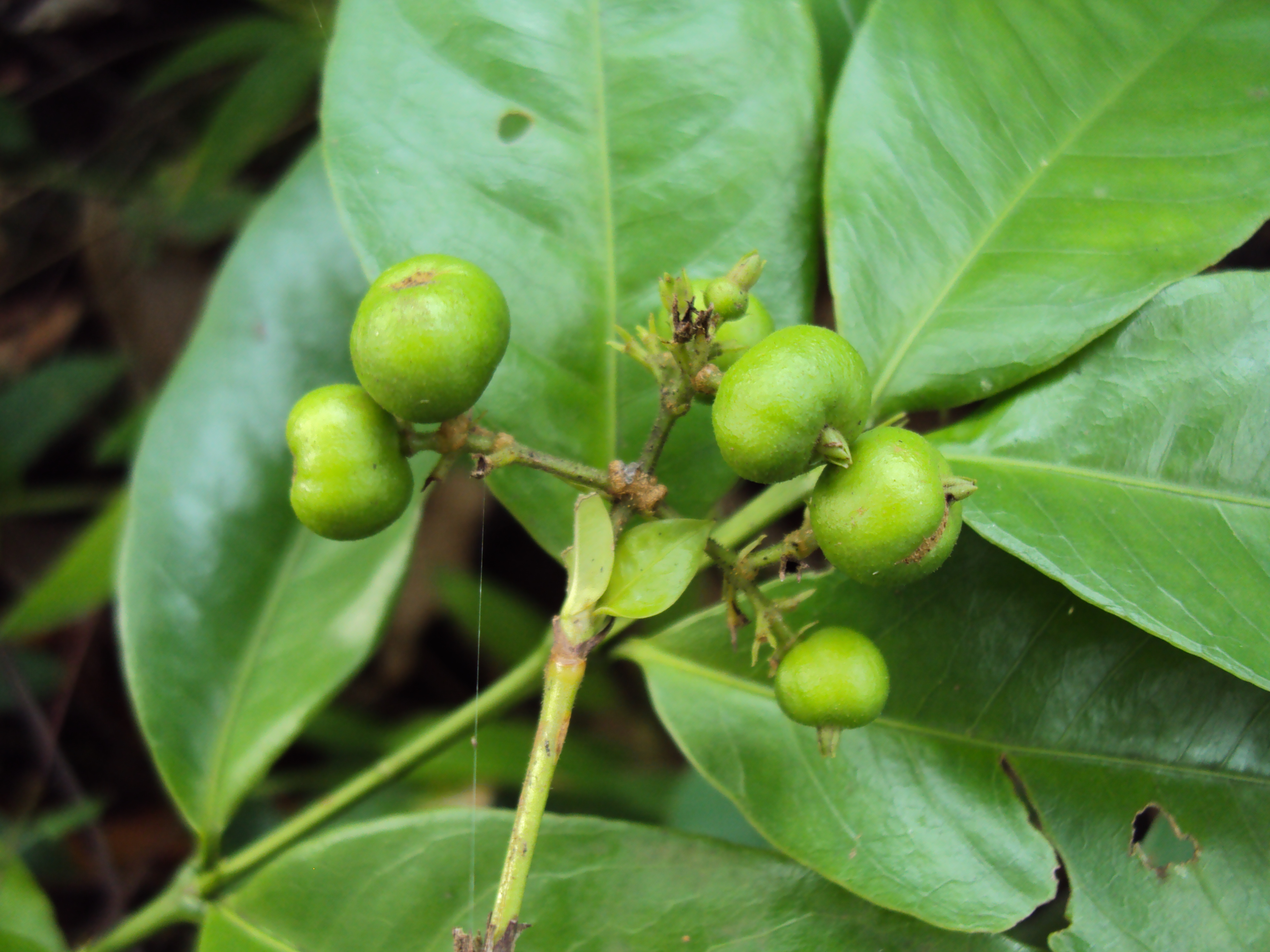
Unreife Früchte von Ixora malabarica

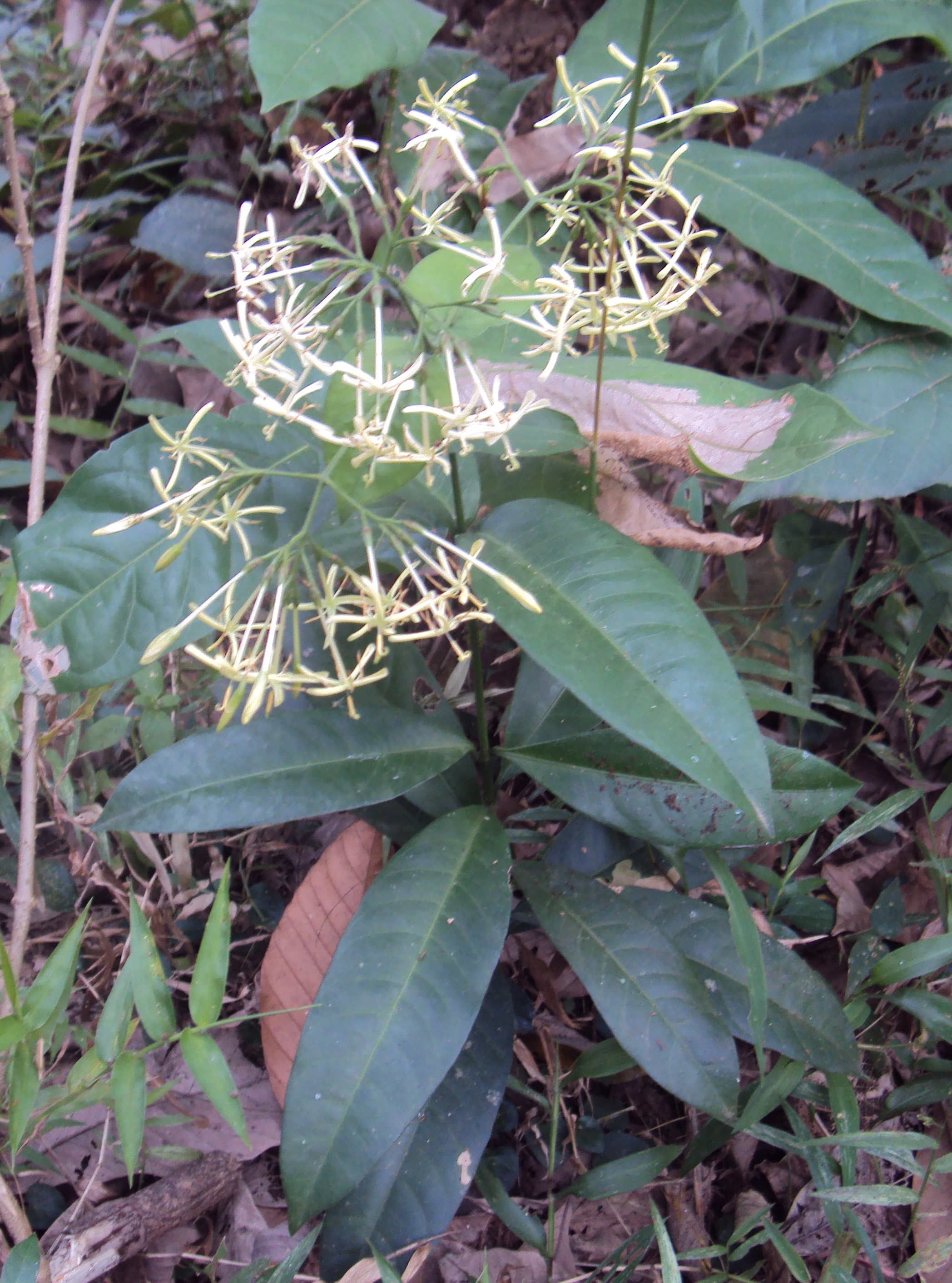
Habitus, Laubblätter und Blütenstände von Ixora malabarica

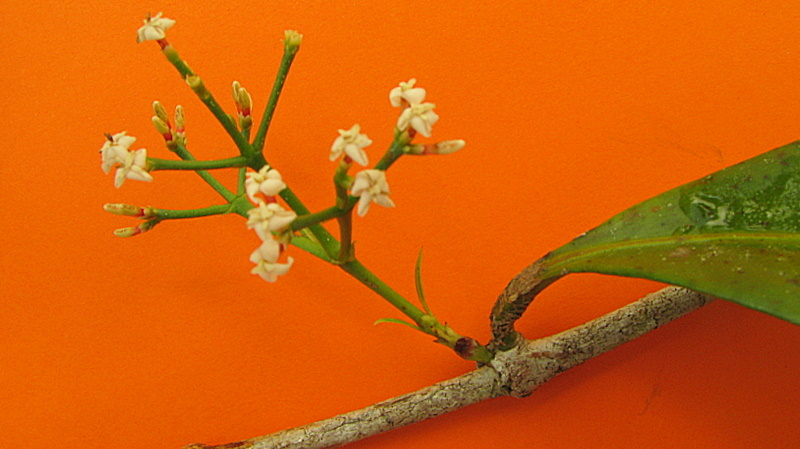
Ixora muelleri

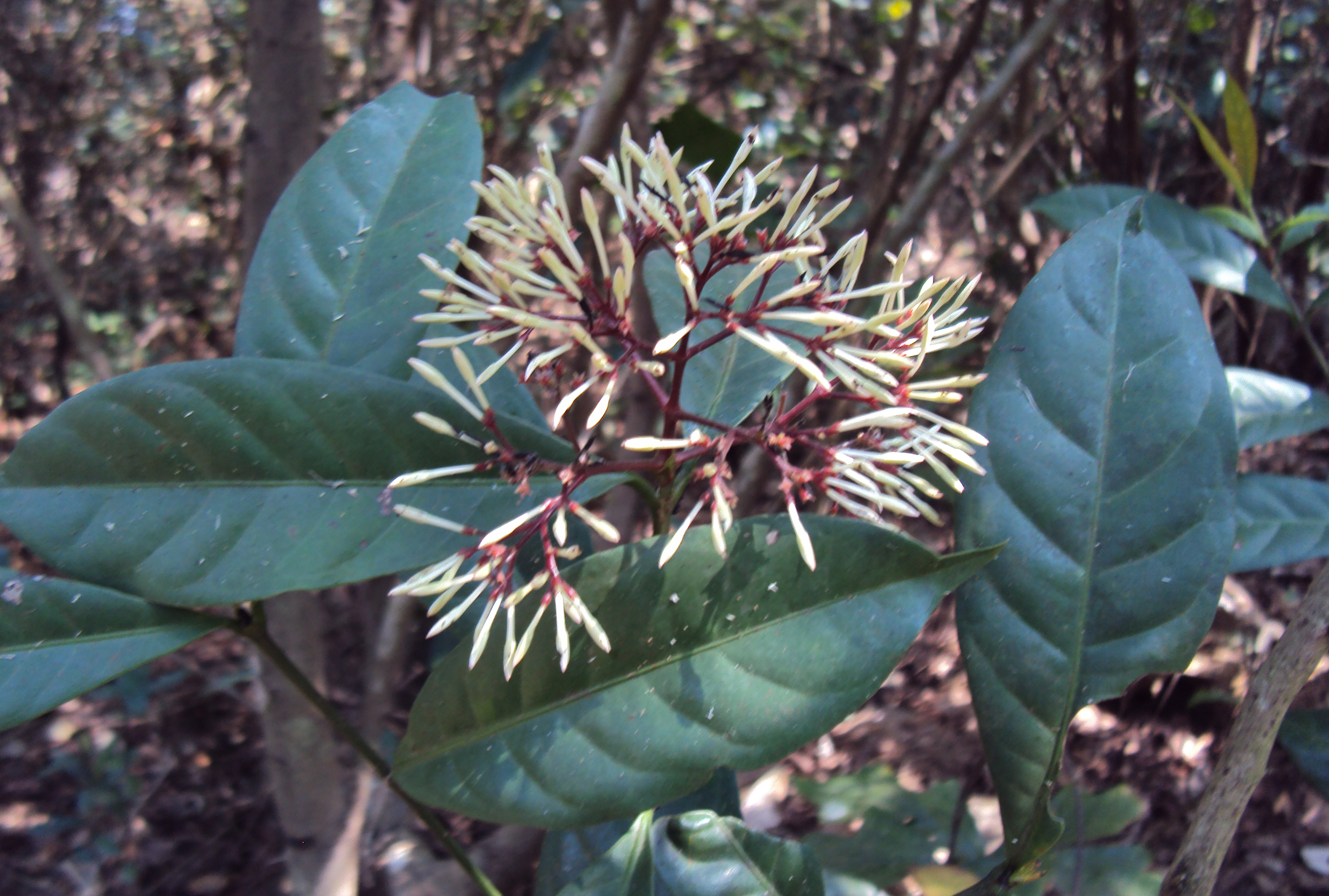
Ixora nigricans

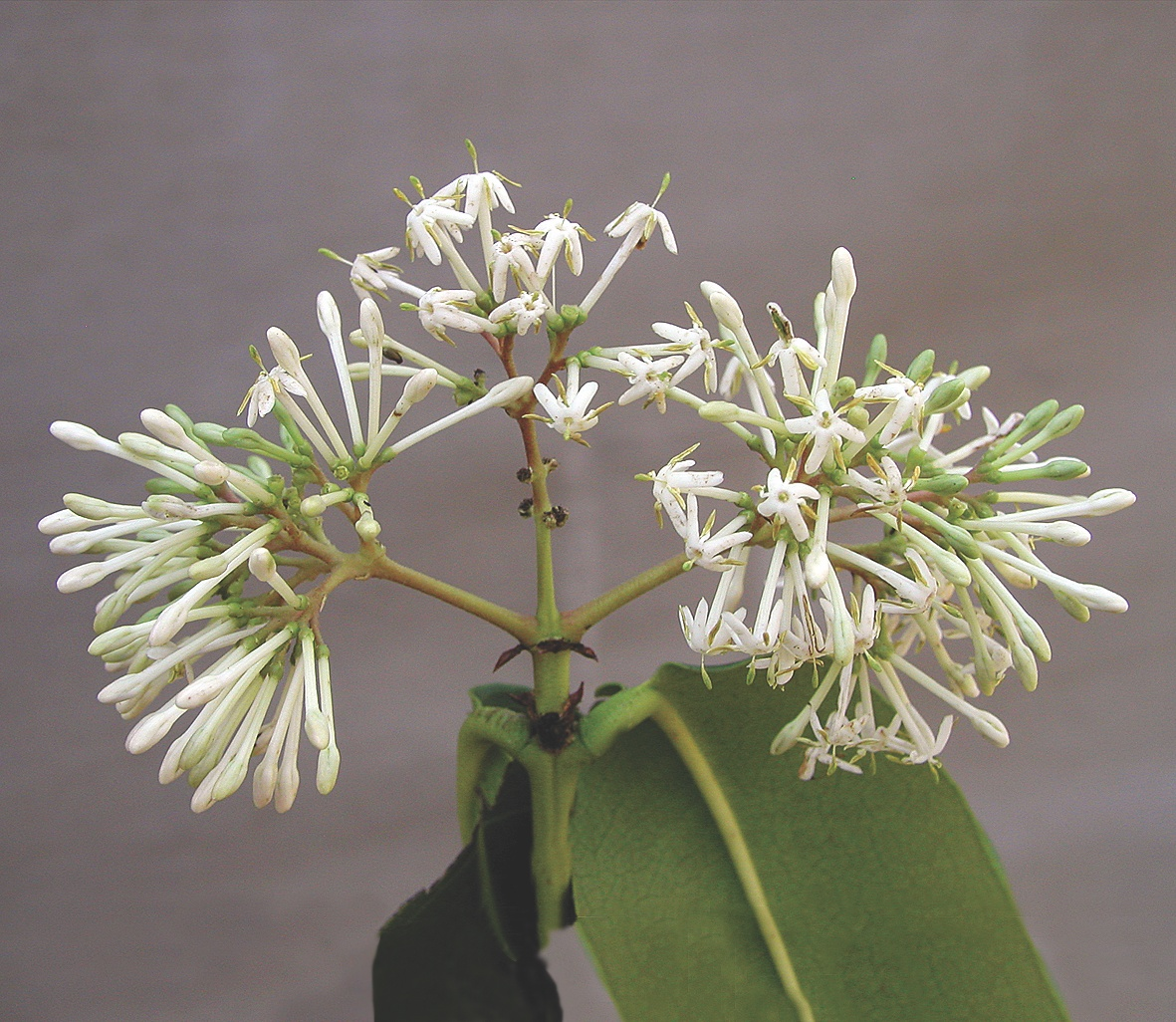
Ixora pavetta

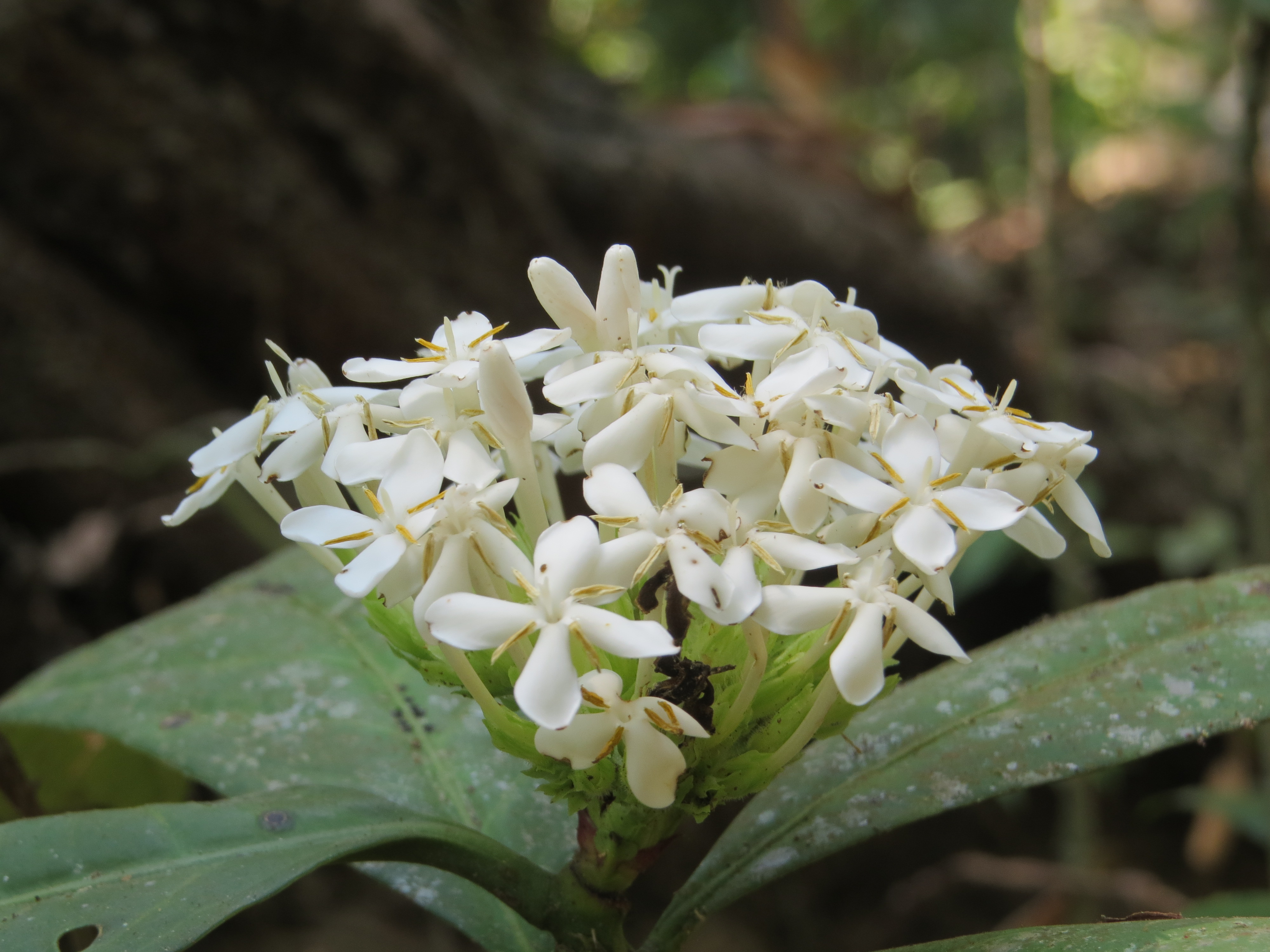
Ixora polyantha

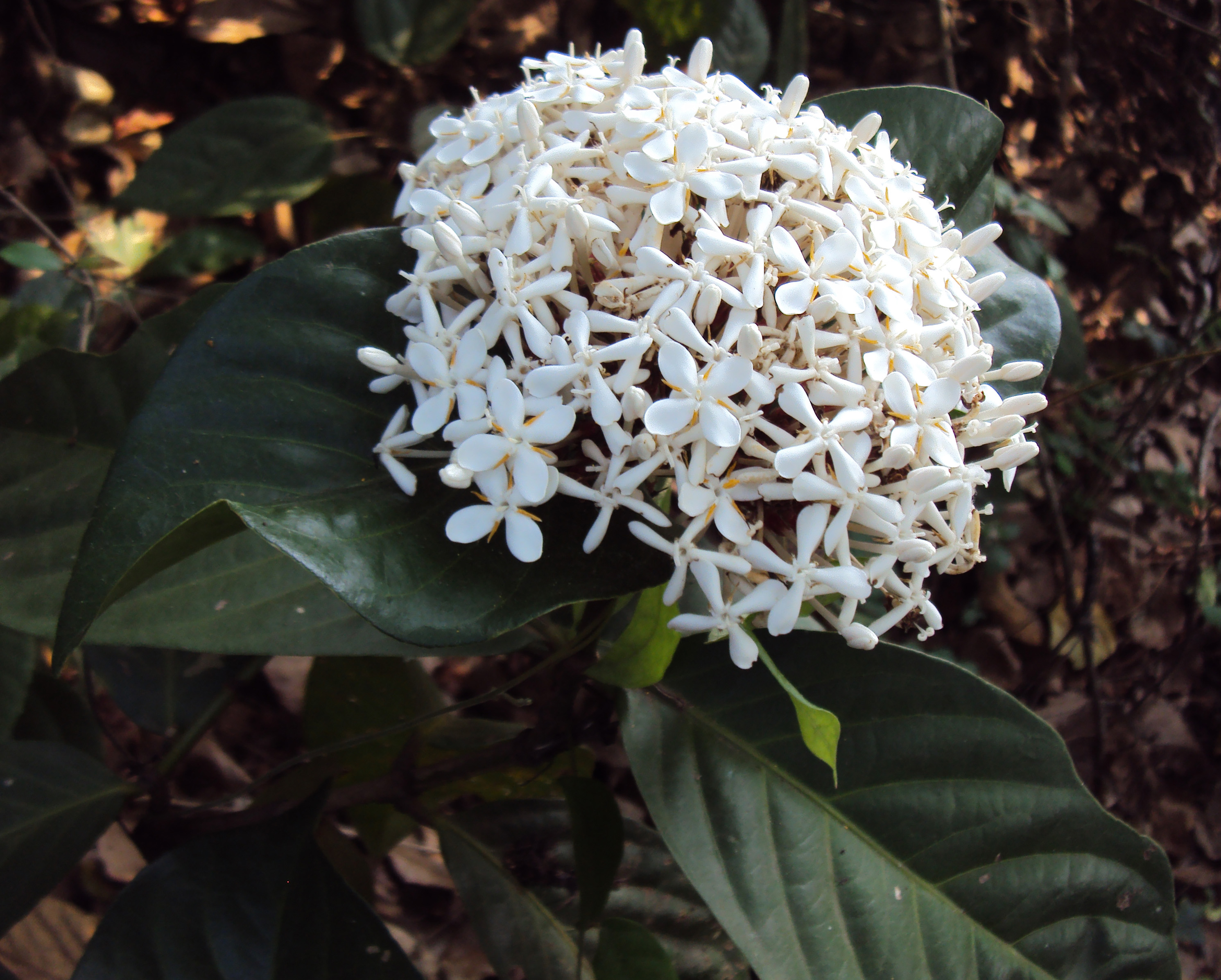
Laubblätter und Blütenstand von Ixora polyantha

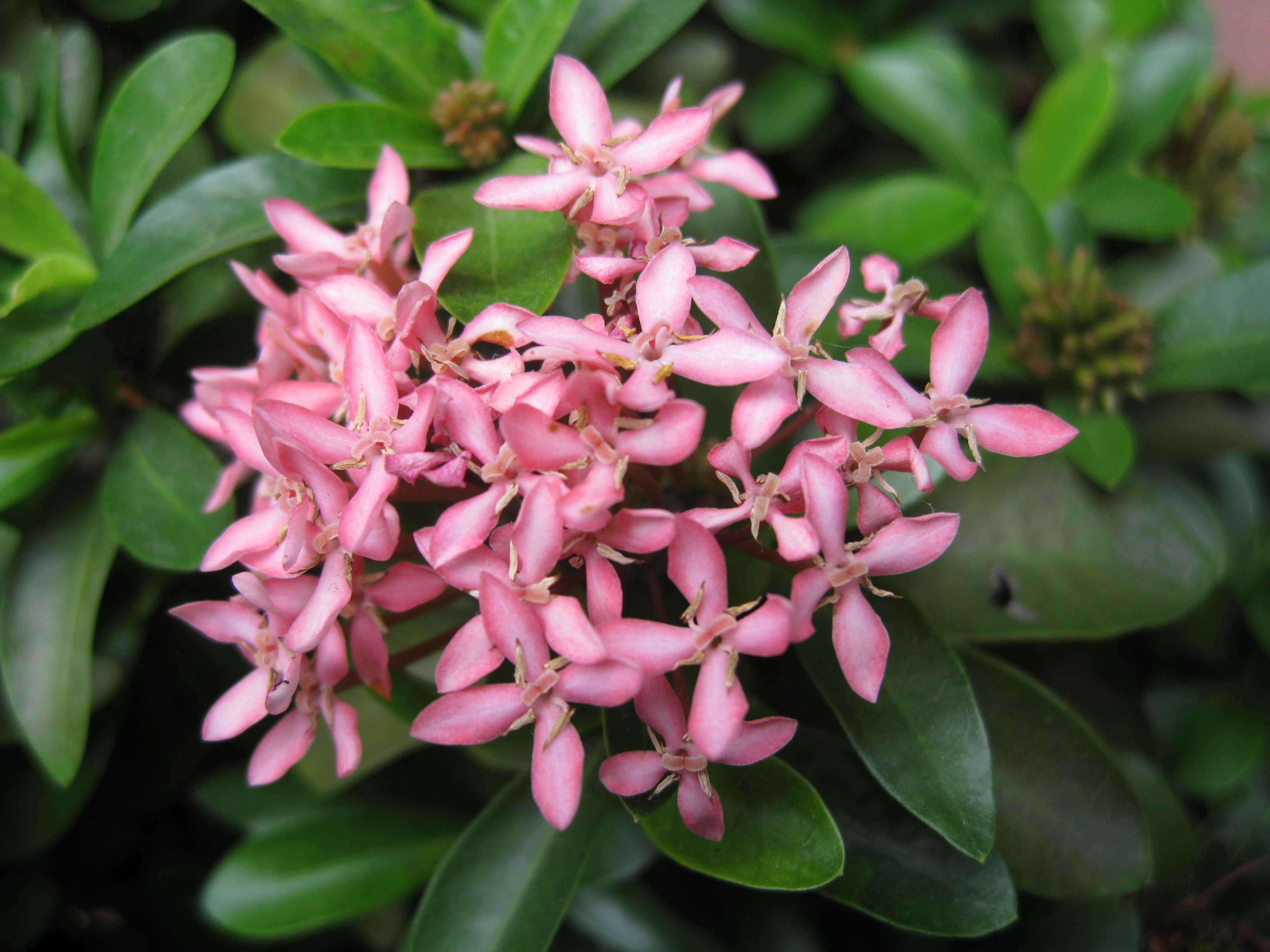
Blütenstand von Ixora rosae

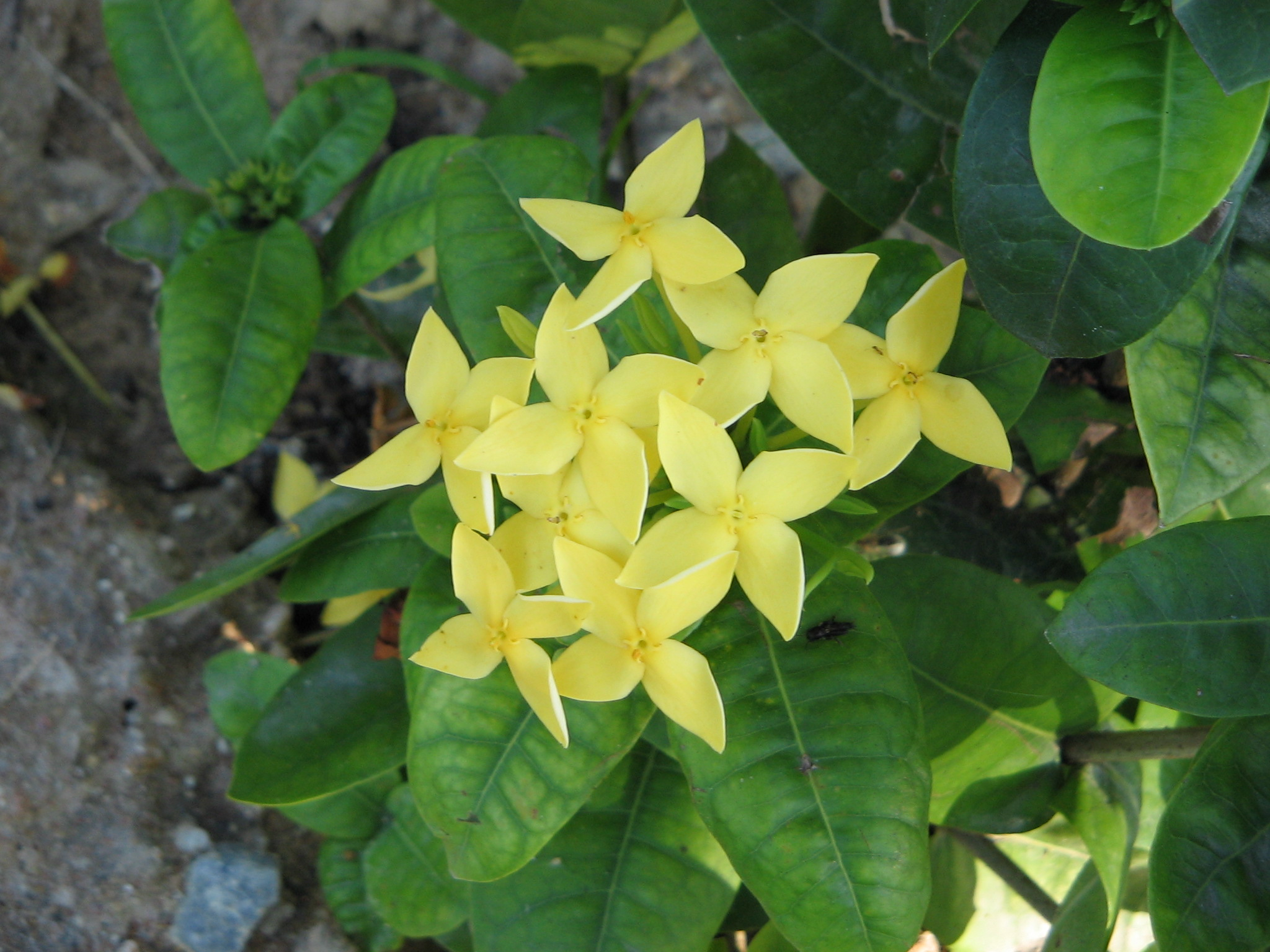
Laubblätter und Blütenstand von Ixora siamensis

## Systematik und Verbreitung

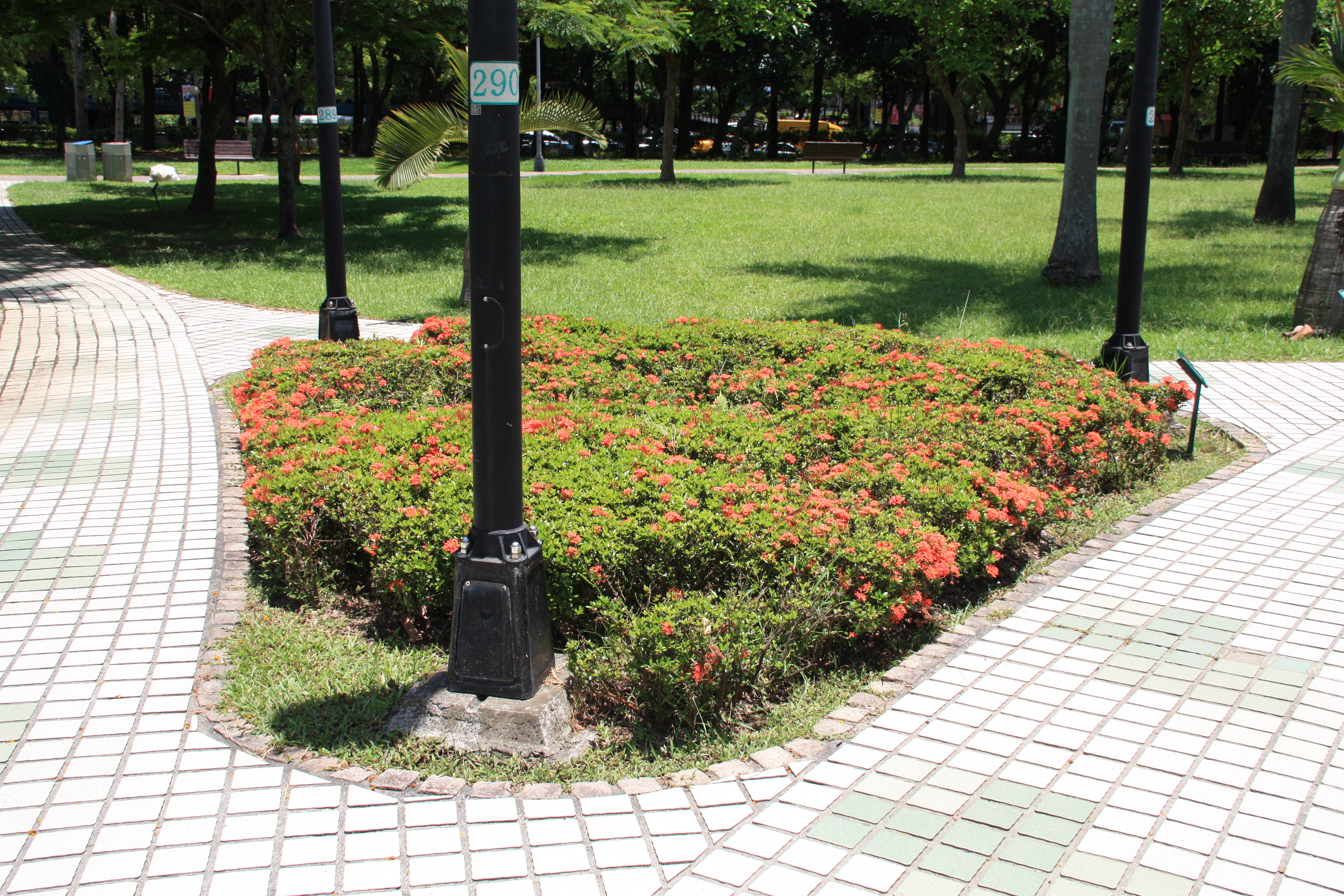
Eine Sorte von Ixora ×williamsii als Zierpflanze

Die Gattung Ixora wurde 1753 in Species Plantarum, 1. Auflage, S. 110 aufgestellt. Als Lectotypusart wurde Ixora coccinea L. durch Albert Spear Hitchcock in Proposals by British Botanists, 1929, S. 124 festgelegt. Synonyme für Ixora L. sind: Schetti Adans., Sideroxyloides Jacq., Patabea Aubl., Myonima Comm. ex A.Juss., Siderodendrum Schreb., Bemsetia Raf., Panchezia Montrouz., Charpentiera Vieill., Hitoa Nadeaud, Versteegia Valeton, Becheria Ridl., Thouarsiora Homolle ex Arènes, Captaincookia N.Hallé, Doricera Verdc., Tsiangia But, H.H.Hsue & P.T.Li.
Ixora ist die einzige Gattung der Tribus Ixoreae in der Unterfamilie Ixoroideae innerhalb der Familie der Rubiaceae. Molekulargenetische Untersuchungen zeigen, dass die Gattung Ixora in einem sehr artenreichen Umfang alle nächstverwandten früheren Gattungen enthält.
Die Gattung Ixora ist hauptsächlich in tropischen Gebieten in Afrika, Madagaskar, Asien, in der Neotropis und auf pazifischen Inseln weitverbreitet. In China gibt es 18 Arten, 9 davon nur dort.
Die Gattung Ixora enthält heute 500 bis 564 (früher 300 bis 400) Arten:
- Ixora accedens Valeton
- Ixora aciculiflora Bremek.
- Ixora acuminatissima Müll.Arg.
- Ixora acuticauda Bremek.
- Ixora aegialodes Bremek.
- Ixora agasthyamalayana Sivad. & N.Mohanan
- Ixora aggregata Hutch.
- Ixora agostiniana Steyerm.
- Ixora akkeringae (Teijsm. & Binn.) Valeton ex Bremek.
- Ixora alba L.
- Ixora albersii K.Schum.
- Ixora aluminicola Steyerm.
- Ixora amapaensis Steyerm.
- Ixora amherstiensis Bremek.
- Ixora amplexicaulis Gillespie
- Ixora amplexifolia K.Schum. & Lauterb.
- Ixora amplifolia A.Gray
- Ixora andamanensis Bremek.
- Ixora aneimenodesma K.Schum.
- Ixora aneityensis Guillaumin
- Ixora angustilimba Merr.
- Ixora aoupinieensis Hoang & Mouly
- Ixora araguaiensis Delprete
- Ixora archboldii Bremek.
- Ixora arestantha A.C.Sm.
- Ixora asme Guillaumin
- Ixora athroantha Bremek.
- Ixora auricularis Chun & How ex W.Ko
- Ixora auriculata Elmer
- Ixora aurorea Ridl.
- Ixora backeri Bremek.
- Ixora bahiensis Benth.
- Ixora baileyana Bridson & L.G.Adams
- Ixora balakrishnii Deb & Rout
- Ixora balansae Pit.
- Ixora baldwinii Keay
- Ixora balinensis Bremek.
- Ixora bancana Bremek.
- Ixora banjoana K.Krause
- Ixora barbata Roxb. ex Sm.
- Ixora barberae Bremek.
- Ixora bartlingii Elmer
- Ixora batesii Wernham
- Ixora batuensis Bremek.
- Ixora bauchiensis Hutch. & Dalziel
- Ixora beckleri Benth.
- Ixora beddomei T.Husain & S.R.Paul
- Ixora bemangidiensis Guédès
- Ixora betongensis Craib
- Ixora bibracteata Elmer
- Ixora biflora Fosberg
- Ixora birmahica Bremek.
- Ixora blumei Zoll. & Moritzi
- Ixora borboniae Mouly & B.Bremer
- Ixora borneensis (Miq.) Boerl.
- Ixora bougainvilliae Bremek.
- Ixora brachiata Roxb.
- Ixora brachyantha Merr.
- Ixora brachyanthera Bremek.
- Ixora brachycotyla Bremek.
- Ixora brachypoda DC.
- Ixora brachypogon Bremek.
- Ixora brachyura Bremek.
- Ixora bracteata Cheeseman
- Ixora bracteolaris Müll.Arg.
- Ixora bracteolata Craib
- Ixora brandisiana Kurz
- Ixora brassii S.Moore
- Ixora brevicaudata Bremek.
- Ixora brevifolia Benth.
- Ixora breviloba Bremek.
- Ixora brevipedunculata Fosberg
- Ixora brunnescens Kurz
- Ixora brunonis Wall. ex G.Don
- Ixora bullata Turrill
- Ixora burundiensis Bridson
- Ixora butterwickii Hole
- Ixora buxina Baill.
- Ixora cabraliensis Di Maio & Peixoto
- Ixora calcicola A.C.Sm.
- Ixora calliantha Bremek.
- Ixora callithyrsa Bremek.
- Ixora calycina Thwaites
- Ixora cambodiana Pit.
- Ixora capillaris Bremek.
- Ixora capitulifera Merr.
- Ixora capituliflora Bremek.
- Ixora carewii Horne ex Baker
- Ixora casei Hance
- Ixora caudata Bremek.
- Ixora cauliflora Montrouz.
- Ixora celebica Ridl. ex Bremek.
- Ixora cephalophora Merr.
- Ixora ceramensis Bremek.
- Ixora chakrabortyi Murugan & S.Prabhu
- Ixora chartacea Elmer
- Ixora chinensis Lam.
- Ixora cibdela Craib
- Ixora cincta Bremek.
- Ixora clandestina De Block
- Ixora clarae Mouly & Pisivin
- Ixora clementium Bremek.
- Ixora clerodendron Ridl.
- Ixora coccinea L.
- Ixora coffeoides Valeton
- Ixora collina (Montrouz.) Beauvis.
- Ixora comptonii S.Moore
- Ixora concinna R.Br. ex Hook.f.
- Ixora conferta Valeton
- Ixora confertiflora Merr.
- Ixora confertior Bremek.
- Ixora congesta Roxb.
- Ixora congestiflora Delprete
- Ixora coralloraphis Bremek.
- Ixora cordata Merr. & L.M.Perry
- Ixora cordifolia Valeton
- Ixora coriifolia Bremek.
- Ixora coronata A.C.Sm.
- Ixora cowanii Bremek.
- Ixora crassifolia Merr.
- Ixora crassipes Boivin ex De Block
- Ixora cremixora Drake
- Ixora cumingiana Vidal
- Ixora cuneata Hunter ex Ridl.
- Ixora cuneifolia Roxb.
- Ixora curtisii Ridl.
- Ixora cuspidata Ridl.
- Ixora daemonia Bremek.
- Ixora davisii Sandwith
- Ixora decaryi De Block
- Ixora deciduiflora Bremek.
- Ixora decora A.C.Sm.
- Ixora decus-silvae Bremek.
- Ixora delicatula Keay
- Ixora deliensis Bremek.
- Ixora delpyana Pierre ex Pit.
- Ixora densiflora Müll.Arg.
- Ixora densithyrsa De Block
- Ixora diversifolia R.Br. ex Kurz
- Ixora djambica Bremek.
- Ixora dolichophylla K.Schum.
- Ixora dolichothyrsa Bremek.
- Ixora dongnaiensis Pierre ex Pit.
- Ixora doreensis (Scheff.) Valeton
- Ixora dorgelonis Bremek.
- Ixora duckei Standl.
- Ixora dzumacensis Guillaumin
- Ixora ebracteolata Merr.
- Ixora effusa Chun & F.C.How
- Ixora elegans Gillespie
- Ixora elisae Mouly & Pisivin
- Ixora elongata B.Heyne ex G.Don
- Ixora eludens Bremek.
- Ixora emirnensis Baker
- Ixora emygdioi Di Maio & Peixoto
- Ixora endertii Bremek.
- Ixora engganensis Bremek.
- Ixora ensifolia Merr. & L.M.Perry
- Ixora eriantha A.Gray
- Ixora erythrocarpa K.Schum. & Lauterb.
- Ixora eugenioides Pierre ex Pit.
- Ixora euosmia K.Schum.
- Ixora fallax Bremek.
- Ixora farinosa Bremek.
- Ixora faroensis Standl.
- Ixora fastigiata (R.D.Good) Bremek.
- Ixora ferrea (Jacq.) Benth.
- Ixora filiflora Bremek.
- Ixora filipendula Bremek.
- Ixora filipes Valeton
- Ixora filmeri Elmer
- Ixora finlaysoniana Wall. ex G.Don
- Ixora flagrans Bremek.
- Ixora flavescens Pierre ex Pit.
- Ixora floribunda (A.Rich.) Griseb.
- Ixora florida S.Moore
- Ixora foliicalyx Guédès
- Ixora foliosa Hiern
- Ixora foonchewii W.Ko
- Ixora forbesii Bremek.
- Ixora fragrans (Hook. & Arn.) A.Gray
- Ixora francavillana Müll.Arg.
- Ixora francii Schltr. & K.Krause
- Ixora fucosa Bremek.
- Ixora fugiens Bremek.
- Ixora fulgens Roxb.
- Ixora fulgida Ridl.
- Ixora fulviflora Bremek.
- Ixora funckii Wernham
- Ixora fusca Geddes
- Ixora fuscescens Valeton ex Merr.
- Ixora fuscovenosa De Block
- Ixora gamblei V.S.Ramach. & V.J.Nair
- Ixora gardneriana Benth.
- Ixora gautieri De Block
- Ixora gibbsiae Bremek.
- Ixora gigantea Rech.
- Ixora gigantifolia Elmer
- Ixora glaucina (Teijsm. & Binn.) Kurz
- Ixora glomeruliflora Bremek.
- Ixora goalparensis Bremek.
- Ixora graciliflora Benth.
- Ixora grandifolia Zoll. & Moritzi
- Ixora granulata Bremek.
- Ixora grazielae Di Maio & Peixoto
- Ixora greenwoodiana A.C.Sm.
- Ixora guillotii Hochr.
- Ixora guineensis Benth.
- Ixora guluensis Valeton ex Merr.
- Ixora gyropogon Bremek.
- Ixora hainanensis Merr.
- Ixora hajupensis Valeton
- Ixora hallieri Bremek.
- Ixora hartiana De Block
- Ixora harveyi (A.Gray) A.C.Sm.
- Ixora havilandii Ridl.
- Ixora hekouensis Tao Chen
- Ixora helwigii Bremek.
- Ixora henryi H.Lév.
- Ixora heterodoxa Müll.Arg.
- Ixora hiernii Scott-Elliot
- Ixora himantophylla Bremek.
- Ixora hippoperifera Bremek.
- Ixora homolleae Govaerts ex De Block
- Ixora hookeri (Oudem.) Bremek.
- Ixora hymenophylla Bremek.
- Ixora ilocana Merr.
- Ixora imitans Bremek.
- Ixora inaequifolia C.B.Rob.
- Ixora inexpecta Bremek.
- Ixora inodora Rech.
- Ixora insignis Chun & How ex W.Ko
- Ixora insularum Bremek.
- Ixora intensa K.Krause
- Ixora intermedia Elmer
- Ixora intropilosa Steyerm.
- Ixora inundata Hiern
- Ixora irosinensis Elmer
- Ixora irwinii Delprete
- Ixora iteaphylla Bremek.
- Ixora iteoidea Bremek.
- Ixora ixoroides (Guillaumin) Mouly & B.Bremer
- Ixora jacobsonii Bremek.
- Ixora jaherii Bremek.
- Ixora javanica (Blume) DC.
- Ixora johnsonii Hook.f.
- Ixora jourdanii Mouly & J.Florence
- Ixora jucunda Thwaites
- Ixora junghuhnii Bremek.
- Ixora kachinensis Deb & Rout
- Ixora kaniensis Valeton
- Ixora karimatica Bremek.
- Ixora katchalensis T.Husain & S.R.Paul
- Ixora kavalliana K.Schum.
- Ixora keenanii Deb & Rout
- Ixora keithii Ridl.
- Ixora kerrii Craib
- Ixora kerstingii K.Schum. & Lauterb.
- Ixora keyensis Warb.
- Ixora killipii Standl.
- Ixora kinabaluensis Stapf
- Ixora kingdon-wardii Bremek.
- Ixora kingstoni Hook.f.
- Ixora kjellbergii Bremek.
- Ixora knappiae C.M.Taylor
- Ixora koordersii (Ridl.) Bremek.
- Ixora korthalsiana Kurz
- Ixora krewanhensis Pierre ex Pit.
- Ixora kuakuensis S.Moore
- Ixora kurziana (Teijsm. & Binn.) Kurz
- Ixora labuanensis Bremek.
- Ixora lacei Bremek.
- Ixora lacuum Bremek.
- Ixora lagenifructa De Block
- Ixora lakshnakarae Craib
- Ixora lanceolaria Colebr.
- Ixora lanceolata Lam.
- Ixora lancisepala Ridl.
- Ixora laotica Pit.
- Ixora laurentii De Wild.
- Ixora lawsonii Gamble
- Ixora laxiflora Sm.
- Ixora le-testui Pellegr.
- Ixora lebangharae Bremek.
- Ixora lecardii Guillaumin
- Ixora ledermannii K.Krause
- Ixora leptopus Valeton
- Ixora leucocarpa Elmer
- Ixora leytensis Elmer
- Ixora liberiensis De Block
- Ixora linggensis Bremek.
- Ixora littoralis Merr.
- Ixora lobbii Loudon
- Ixora loerzingii Bremek.
- Ixora longhanensis Tao Chen
- Ixora longibracteata Bremek.
- Ixora longiloba Guillaumin
- Ixora longipedicellata De Block
- Ixora longipedunculata De Wild.
- Ixora longipes (DC.) Zoll. & Moritzi
- Ixora longissima Merr.
- Ixora longistipula Merr.
- Ixora lucida R.Br. ex Hook.f.
- Ixora lunutica C.E.C.Fisch.
- Ixora luzoniensis Merr.
- Ixora macgregorii C.B.Rob.
- Ixora macilenta De Block
- Ixora macrantha (Steud.) Bremek.
- Ixora macrocotyla Bremek.
- Ixora macrophylla Bartl. ex DC.
- Ixora macrosiphon Kurz
- Ixora macrothyrsa (Teijsm. & Binn.) T.Moore
- Ixora magnifica Elmer
- Ixora makassarica Bremek.
- Ixora malabarica (Dennst.) Mabb.
- Ixora malacophylla Drake
- Ixora malaica Hunter ex Ridl.
- Ixora malayana Bremek.
- Ixora mandalayensis Bremek.
- Ixora mangabensis Aug.DC.
- Ixora mangoliensis Bremek.
- Ixora margaretae (N.Hallé) Mouly & B.Bremer (Syn.: Captaincookia margaretae N.Hallé, sie war bis 2009 die einzige Art der monotypischen Gattung): Sie kommt nur auf Neukaledonien vor.
- Ixora marquesensis F.Br.
- Ixora marsdenii Ridl.
- Ixora martinsii Standl.
- Ixora masoalensis De Block
- Ixora maxima Seem.
- Ixora maymyensis Bremek.
- Ixora mearnsii Merr.
- Ixora meeboldii Craib
- Ixora megalophylla Chamch.
- Ixora megalothyrsa Bremek.
- Ixora mekongensis Pit.
- Ixora membranifolia Valeton ex Merr.
- Ixora mentangis Bremek.
- Ixora mercaraica T.Husain & S.R.Paul
- Ixora merguensis Hook.f.
- Ixora microphylla Drake
- Ixora mildbraedii K.Krause
- Ixora miliensis Bremek.
- Ixora minahassae Bremek.
- Ixora mindanaensis Merr.
- Ixora minor (Valeton) Mouly & B.Bremer
- Ixora minutiflora Hiern
- Ixora miquelii Bremek.
- Ixora mirabilis Bremek.
- Ixora mjoebergii Merr.
- Ixora mocquerysii Aug.DC.
- Ixora mollirama Bremek.
- Ixora moluccana Bremek.
- Ixora mooreensis (Nadeaud) Fosberg
- Ixora moszkowskii Bremek.
- Ixora motleyi Bremek.
- Ixora mucronata Warb.
- Ixora muelleri Bremek.
- Ixora myitkyinensis Bremek.
- Ixora myriantha Merr.
- Ixora myrsinoides A.C.Sm.
- Ixora myrtifolia A.C.Sm.
- Ixora namatanaica Bremek.
- Ixora nana Robbr. & Lejoly
- Ixora nandarivatensis Gillespie
- Ixora narcissodora K.Schum.
- Ixora natunensis Bremek.
- Ixora nematopoda K.Schum.
- Ixora neocaledonica Hochr.
- Ixora neriifolia Jack
- Ixora nicaraguensis Wernham
- Ixora nicobarica Bremek.
- Ixora nienkui Merr. & Chun
- Ixora nigerica Keay
- Ixora nigricans R.Br. ex Wight & Arn.
- Ixora nimbana Schnell
- Ixora nitens (Poir.) Mouly & B.Bremer
- Ixora nitidula Bremek.
- Ixora nonantha Bremek.
- Ixora notoniana Wall. ex G.Don
- Ixora novemnervia Lour.
- Ixora novoguineensis Mouly & B.Bremer
- Ixora oblongifolia Elmer
- Ixora obtusiloba Bremek.
- Ixora odoratiflora Valeton
- Ixora oligantha Schltr. & K.Krause
- Ixora ooumuensis J.Florence
- Ixora opaca R.Br. ex G.Don
- Ixora oreogena S.T.Reynolds & P.I.Forst.
- Ixora oresitropha Bremek.
- Ixora orohenensis Nadeaud
- Ixora orophila Bremek.
- Ixora orovilleae Bremek.
- Ixora otophora Bremek.
- Ixora ovalifolia Bremek.
- Ixora palawaensis Merr.
- Ixora palembangensis Bremek.
- Ixora pallens De Block
- Ixora paludosa (Blume) Kurz
- Ixora panurensis Müll.Arg.
- Ixora paradoxalis Bremek.
- Ixora paraopaca W.Ko
- Ixora paraopara W.C.Ko
- Ixora parkeri Bremek.
- Ixora parviflora Lam.
- Ixora patens Ridl.
- Ixora patula Bremek.
- Ixora pauciflora DC.
- Ixora pauper Valeton
- Ixora pavetta Andr.
- Ixora peculiaris De Block
- Ixora pedalis De Block
- Ixora pedionoma A.C.Sm.
- Ixora pelagica Seem.
- Ixora pendula Jack
- Ixora peruviana (Spruce ex K.Schum.) Standl.
- Ixora phellopus K.Schum.
- Ixora philippinensis Merr.
- Ixora phulangkaensis Chamch.
- Ixora phuluangensis Chamch.
- Ixora pierrei Merr.
- Ixora pilosa Merr.
- Ixora pilosostyla Di Maio & Peixoto
- Ixora piresii Steyerm.
- Ixora platythyrsa Baker
- Ixora polita (Miq.) Boerl.
- Ixora polyantha Wight
- Ixora polycephala Bremek.
- Ixora potaroensis Steyerm.
- Ixora praestans Bremek.
- Ixora praetermissa De Block
- Ixora prolixa A.C.Sm.
- Ixora pseudoacuminata Deb & Rout
- Ixora pseudoamboinica (Korth.) Kuntze
- Ixora pseudojavanica Bremek.
- Ixora pubescens Willd. ex Schult. & Schult.f.
- Ixora pubiflora DC.
- Ixora pubifolia A.C.Sm.
- Ixora pubigera Pit.
- Ixora pubirama Bremek.
- Ixora pudica Baker
- Ixora pueuana ined.
- Ixora pyrantha Bremek.
- Ixora pyrrhostaura Bremek.
- Ixora quadrilocularis De Block
- Ixora queenslandica Fosberg
- Ixora raiateensis J.W.Moore
- Ixora raivavaensis Fosberg
- Ixora rakotonasoloi De Block
- Ixora rangonensis Bremek.
- Ixora ravikumarii Kottaim.
- Ixora recurva (Roxb.) Kurz
- Ixora reducta Drake ex Guédès
- Ixora reticulata (Blume) Boerl.
- Ixora reynaldoi Banag
- Ixora rhododactyla Bremek.
- Ixora richardiana Müll.Arg.
- Ixora ridsdalei Mouly & B.Bremer
- Ixora riparum K.Krause
- Ixora ripicola De Block
- Ixora rivalis Valeton
- Ixora robinsonii Ridl.
- Ixora roemeri Bremek.
- Ixora romburghii Bremek.
- Ixora rosacea Perr.
- Ixora roseituba Bremek.
- Ixora rubrinervis Bremek.
- Ixora rufa Müll.Arg.
- Ixora rugosirama Bremek.
- Ixora rugulosa Wall. ex Kurz
- Ixora ruttenii Bremek.
- Ixora sabangensis Bremek.
- Ixora salicifolia (Blume) DC.
- Ixora salwenensis Bremek.
- Ixora samarensis Merr.
- Ixora sambiranensis Homolle ex Guédès
- Ixora samoensis A.Gray
- Ixora sandwithiana Steyerm.
- Ixora saulierei Gamble
- Ixora scandens Bremek.
- Ixora scheffleri K.Schum. & K.Krause
- Ixora schlechteri Bremek.
- Ixora schomburgkiana Benth.
- Ixora scortechinii King & Gamble
- Ixora seretii De Wild.
- Ixora sessililimba Merr.
- Ixora setchellii Fosberg
- Ixora siamensis Wall. ex G.Don
- Ixora siantanensis Bremek.
- Ixora silagoensis Manalastas, Banag & Alejandro
- Ixora simalurensis Bremek.
- Ixora siphonantha Oliv.
- Ixora sivarajiana Pradeep
- Ixora smeruensis Bremek.
- Ixora solomonensis (Ridsdale) Mouly & B.Bremer
- Ixora solomonensium Bremek.
- Ixora somosomaensis Gillespie
- Ixora sparsiflora Elmer
- Ixora sparsifolia K.Krause
- Ixora spathoidea F.Br.
- Ixora spectabilis Wall. ex G.Don
- Ixora spirei Pit.
- Ixora spruceana Müll.Arg.
- Ixora st-johnii Fosberg
- Ixora steenisii Bremek.
- Ixora stenophylla (Korth.) Kuntze
- Ixora stenothyrsa Bremek.
- Ixora stenura Bremek.
- Ixora stipulata (Vell.) Müll.Arg.
- Ixora stokesii F.Br.
- Ixora storckii Seem.
- Ixora subauriculata Bremek.
- Ixora subsessilis Wall. ex G.Don
- Ixora sulaensis Bremek.
- Ixora sumbawensis Bremek.
- Ixora symphorantha Bremek.
- Ixora synactica De Block
- Ixora syringiflora (Schltdl.) Müll.Arg.
- Ixora tahuataensis Mouly & J.Florence
- Ixora talaudensis Bremek.
- Ixora tanzaniensis Bridson
- Ixora tavoyana Bremek.
- Ixora temehaniensis J.W.Moore
- Ixora temptans Bremek.
- Ixora tenelliflora Merr.
- Ixora tengerensis Bremek.
- Ixora tenuiflora Roxb.
- Ixora tenuifolia Bremek.
- Ixora tenuipedunculata Merr.
- Ixora tenuis De Block
- Ixora thwaitesii Hook.f.
- Ixora tibetana Bremek.
- Ixora tidorensis (Miq.) Bremek.
- Ixora tigriomustax Bremek.
- Ixora timorensis Decne.
- Ixora treubii Bremek.
- Ixora triantha Volkens
- Ixora trichandra Bremek.
- Ixora trichobotrys Merr.
- Ixora trichocalyx Hochr.
- Ixora trilocularis (Balf.f.) Mouly & B.Bremer
- Ixora trimera Guédès
- Ixora tsangii Merr. ex H.L.Li
- Ixora tubiflora A.C.Sm.
- Ixora tunicata Bremek.
- Ixora uahukaensis Lorence & W.L.Wagner
- Ixora uapouensis Lorence & W.L.Wagner
- Ixora umbellata Valeton ex Koord. & Valeton
- Ixora umbricola Bremek.
- Ixora undulata Roxb.
- Ixora upolensis Rech.
- Ixora urophylla Bremek.
- Ixora valetoniana Mouly & B.Bremer
- Ixora vaughanii (Verdc.) Mouly & B.Bremer
- Ixora venezuelica Steyerm.
- Ixora venulosa Benth.
- Ixora venusta Bremek.
- Ixora versteegii Bremek.
- Ixora verticillata (Vell.) Müll.Arg.
- Ixora vieillardii Guillaumin
- Ixora violacea Lour.
- Ixora vitiensis A.Gray
- Ixora whitei S.Moore
- Ixora winkleri Bremek.
- Ixora woodii Bremek.
- Ixora yaouhensis Schltr.
- Ixora yavitensis Steyerm.
- Ixora ysabellae Bremek.
- Ixora yunckeri A.C.Sm.
- Ixora yunnanensis Hutch.
- Ixora zollingeriana Bremek.

## Nutzung
Sorten einiger Arten (besonders Ixora coccinea) werden als Zierpflanzen verwendet.